# Eclissi solare del 14 febbraio 1953
L'Eclissi solare del 14 febbraio 1953 è stato un evento astronomico che ha avuto luogo il suddetto giorno attorno alle ore 00.59 UTC. Tale evento ha avuto luogo in Asia nord-orientale e nel territorio dell'Alaska. L'eclissi del 14 febbraio 1953 è stata la prima eclissi solare nel 1953 e la 122ª nel XX secolo. La precedente eclissi solare si è verificata il 20 agosto 1952, la seguente l'11 luglio 1953.
Il giorno della luna nuova (novilunio), la differenza tra le distanze apparenti di luna e sole osservate sulla terra è estremamente piccola. In tale momento, se la luna si trova in prossimità del nodo lunare, cioè uno dei due punti in cui la sua orbita interseca l'eclittica, si verifica un'eclissi solare. Quando vi è assenza di ombra e la penombra raggiunge parte dell'estremità settentrionale o meridionale della terra, si verifica un'eclissi solare parziale,  che si verifica quindi presso le regioni polari della Terra.

## Percorso e visibilità
L'eclissi parziale poteva essere vista in Asia orientale Cina esclusa, nella maggior parte dell'Asia meridionale occidentale, ai confini nord-est dell'Indocina escluse le coste meridionali delle Filippine; nel territorio dell'Alaska centro-settentrionale, ora Alaska, ad eccezione della maggior parte del confine orientale. Inoltre era visibile nelle aree sovietiche dell'Asia orientale.
La maggior parte dei territori coinvolti si trovano a ovest della linea internazionale del cambio di data, per cui l'eclissi risulta al 14 febbraio, mentre parti dell'Alaska hanno visto l'eclissi solare il 13 febbraio.

## Eclissi correlate

### Eclissi solari 1950 - 1953
Questa eclissi è un membro di una serie semestrale. Un'eclissi in una serie semestrale di eclissi solari si ripete approssimativamente ogni 177 giorni e 4 ore (un semestre) in nodi alternati dell'orbita della Luna.